# Sèrra des Neres
La Sèrra des Neres és una serra situada al municipi de Vielha e Mijaran a la comarca de la Vall d'Aran, amb una elevació màxima de 2.583 metres.